# Antiek (bier)
Antiek is een Belgisch bier van hoge gisting.
Het bier wordt gebrouwen in Brouwerij Deca te Woesten.

## Varianten
- Antiek Blond (ook onder de naam Antiek Blonde Strong Ale), amberkleurig bier met een alcoholpercentage van 8%
- Antiek Super 5 Blond (ook onder de naam Antiek Blonde Super 5 Ale), blond bier met een alcoholpercentage van 5%
- Antiek Bruin, donkerbruin bier met een alcoholpercentage van 8%

## Etiketbier
- Snaaskerstbier is een etiketbier van Antiek Bruin